# Gerd Wachowski
Gerd Wachowski (* 1950 in Neustadt in Holstein) ist ein deutscher Organist und Kirchenmusiker.

## Leben
Gerd Wachowski studierte Theologie und Musikwissenschaft an der Universität Kiel sowie Kirchenmusik an der Musikhochschule Lübeck bei Uwe Röhl, Walter Kraft, Hans Gebhard und Kurt Thomas. 1974–78 wirkte er als Kirchenmusiker an St. Lorenz in Lübeck-Travemünde, 1979–94 als Stadt- und Bezirkskantor an St. Jakob in Rothenburg ob der Tauber. 1984 wurde er zum Kirchenmusikdirektor ernannt. 1986 wurde er Lehrbeauftragter an der Musikhochschule Frankfurt am Main, seit 1993 ist er dort Professor für Liturgisches Orgelspiel und Literaturspiel. Gerd Wachowski hat zahlreiche Werke des Orgelrepertoires für den Rundfunk und auf CD eingespielt. Er ist international als Konzertorganist, Orgelimprovisator, Dirigent, Komponist, Dozent bei Meisterkursen und Juror bei Wettbewerben tätig.